# Ogooué et des Lacs

Situation de la province dans le pays.

Le département d'Ogooué et des Lacs est un département de l'ouest gabonais, dans la province du Moyen-Ogooué. Sa préfecture est la ville de Lambaréné, qui est aussi le chef-lieu de la province.